# Worotnavank

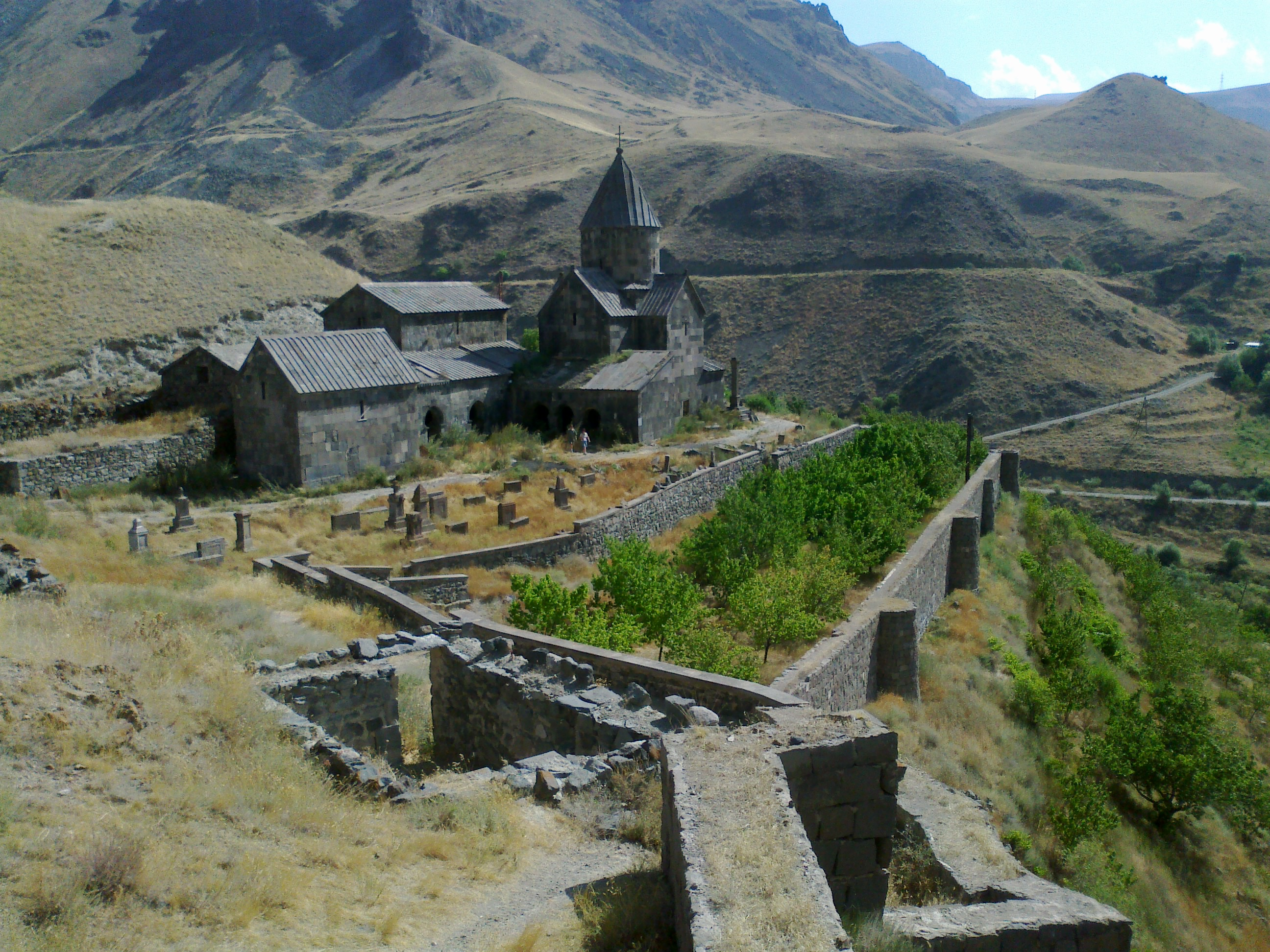
Kloster von der Südwestecke der Umfassungsmauer. Links Kapelle, Mitte Surb Stephanos, rechts Surb Karapet.

Worotnawank (armenisch Որոտնավանք andere Umschrift Vorotnavank) ist ein ehemaliges Kloster der Armenisch-Apostolischen Kirche in der südarmenischen Provinz Sjunik. Die älteste Kirche ist die Stephanuskirche (Surb Stephanos), sie wurde im  Jahr 1000 fertiggestellt. Von der ausgedehnten Anlage blieben ferner die größere Johannes-der-Täufer-Kirche (Surb Karapet), eine Kapelle, die Ruinen mehrerer Nebengebäude und ein Teil der Festungsmauer erhalten.

## Lage
Koordinaten: 39° 29′ 44,2″ N, 46° 7′ 19,9″ O
Worotnawank liegt im Tal des Worotan etwa 13 Kilometer südöstlich der Provinzhauptstadt Sissian. Die Straße von Sissian durchquert auf halbem Weg das Dorf Aghitu und verläuft hoch oberhalb auf der linken Seite des Flusses, der sich im Bereich des Klosters zwischen den schroff abfallenden Basaltfelsen der Schlucht hindurchwindet. Die von Felspartien durchsetzten Hügelketten oberhalb des Klosters sind baumlos und nur mit Gras bewachsen. Das Klostergelände nimmt eine kleine ebene Fläche über der an dieser Stelle engsten Stelle der Schlucht ein. Am Hang im Süden gedeihen unterhalb der Festungsmauer Apfelbäume. Vom Kloster führt die Straße weiter in Serpentinen hinunter ins fruchtbare und grüne Tal des Vorotan, nach knapp zwei Kilometern vorbei am Festungshügel Vorotnaberd und dem Dorf Worotan, das an einer Flussbiegung hinter dem Hügel liegt. 

## Geschichte
Der Legende nach soll wie bei vielen Kirchen der Heilige Gregor (um 257 – um 331), das erste Oberhaupt der Armenisch-Apostolischen Kirche, die erste Kirche an der Stelle eines antiken Tempels erbaut haben. Über mögliche frühchristliche Vorgängerbauten ist nichts überliefert. Historiker berichten ab dem Jahr 1000 über das Kloster, als die im Auftrag von Schahanducht, der Gemahlin des Königs Smbat I. von Sjunik, errichtete Hauptkirche Surb Stephanos eingeweiht wurde. Unter ihrem Sohn, Prinz Sevada, wurde 1006 im Südosten angrenzend an die Stephanuskirche die größere Kreuzkuppelkirche Surb Karapet für Johannes den Täufer fertiggestellt. Beides geht aus einer Gründungsinschrift hervor. 

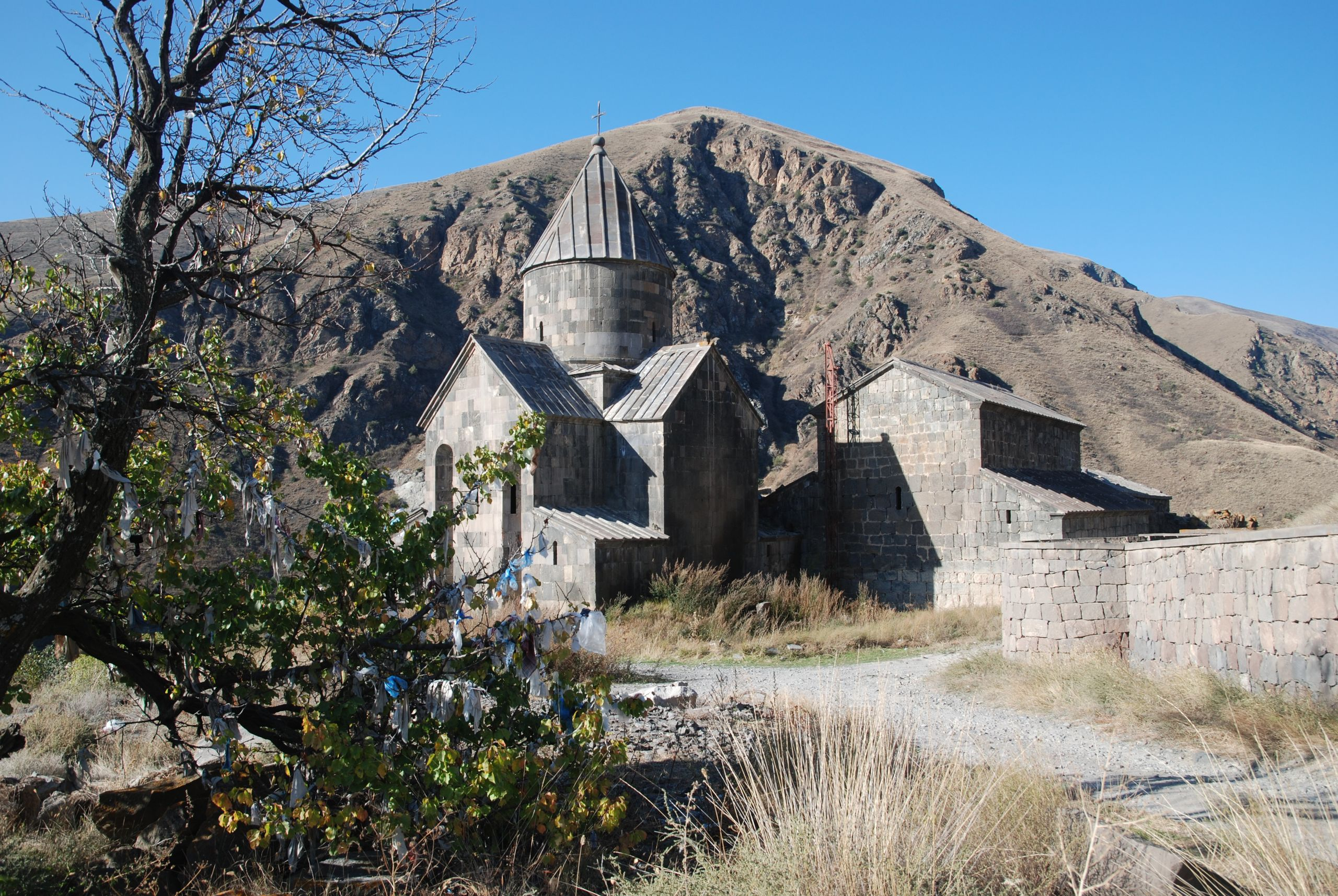
Surb Karapet mit Kegeldach, rechts Surb Stephanos von Nordosten. Der Wunscherfüllungsbaum ist das Relikt eines alten, mit dem Ort verbundenen Wunderglaubens.

Unter Schahanducht kamen eine Reihe Nebengebäude mit Werkstätten und Wohnungen sowie die massive Festungsmauer hinzu. Der Bedeutungsanspruch des Klosters sollte durch eine Steinstele auf dem zentralen Hof, die von einem Chatschkar bekrönt war, vergegenständlicht werden. Sie war ein Zeichen, dass hier offizielle religiöse und politische Versammlungen stattfinden durften. Der Portikus im Westen der Surb Karapet-Kirche und weitere Gebäude des Ensembles stammen aus späterer Zeit. Im Mittelalter war das Kloster ein Ziel für wundergläubige Pilger, die sich Heilung vor Schlangenbissen und durch von Insekten hervorgerufenen Infektionskrankheiten versprachen.
Nachdem die Seldschuken 1104 das Kloster verwüstet hatten, wurde es zunächst nicht wiederaufgebaut, bis die Fürsten der Orbelian-Dynastie, deren Machtbasis im 12. Jahrhundert in Orbeti im südlichen Georgien lag, Mitte des 13. Jahrhunderts unabhängig über die Region Sjunik herrschte. Dort unterstützten sie neben ihrem Hauptkloster Norawank auch Worotnawank und andere Klöster. Sjunik wurde zu einem Rückzugsraum armenischer Kultur, als zur selben Zeit die Gebiete weiter nördlich unter dem Einfluss der mongolischen Eroberer standen. Die Johannes-der-Täufer-Kirche wurde 1315 durch die Prinzen Burtel und Pughta Orbelian ausgebessert.
Das 14. Jahrhundert wurde unter der Patronage der Orbelian-Familie für Sjunik zu einer kulturellen Blütezeit. Während in Norawank der Architekt und Buchillustrator Momik wirkte und die 1321 fertiggestellte Areni-Kirche entwarf, war eine der berühmtesten Persönlichkeiten in Worotnawank der Philosoph Hovhannes Voronetsi (1315–1388/98), ein Absolvent der 1282 von Momik gegründeten Universität von Gladzor (verortet im Kloster Tanahat). Voronetsi unterrichtete in Worotnawank, bevor er mit Unterstützung der Orbelian-Familie die Universität (vardapetaran) des Klosters Tatew gründete. Auf ihn und lokale Herrscher gehen einige Inschriften zurück.
Ein im Kloster Tatew verfasstes Manuskript (archiviert als Matenadaran 9247a) erwähnt ein Erdbeben im Jahr 1406, bei dem viele Mönche des Klosters starben und beträchtliche Bauschäden entstanden. In der Folge soll es nach einem zeitgenössischen Gedicht zu einer Epidemie und einer Abwanderung der Bevölkerung aus der Region gekommen sein. 1438 wurde das Kloster abermals restauriert.
Durch mehrere Überfälle der Timuriden wurde das Kloster vollständig zerstört und als Folge der Deportationen von Armeniern nach Persien im 16. Jahrhundert verlassen. Nach einer Wiedereröffnung im 17. Jahrhundert funktionierte das Klosterleben bis zum 19. Jahrhundert nur noch in bescheidenem Maß. Ein Erdbeben 1931, bei dem auch das Kloster Tatew schwer beschädigt wurde, brachte die Kuppel der Hauptkirche, ihre Südwand und weitere Mauern zum Einsturz. Restaurierungen begannen in den 1980er Jahren und sind bis heute nicht ganz abgeschlossen. Von den Außenarbeiten fehlte Ende 2013 noch ein Teil der Steinplattendeckung des Portikus.

## Klosteranlage
Die Hauptgebäude des Klosters sind ineinander verschachtelt in einer Reihe vom Zugang im Osten nach Westen angeordnet. Zum Südhang und zum westlichen Steilabfall über der Schlucht wird das Gelände durch eine Festungsmauer begrenzt, die in regelmäßigen Abständen durch halbrunde Vorsprünge verstärkt ist. Im westlichen Bereich, durch einen alten Friedhof getrennt von den Sakralgebäuden, sind die Ruinen einiger Nebengebäude erhalten. Ein geheimer Tunnel bis zur Festung Vorotnaberd war für den Belagerungsfall gedacht.

### Stephanuskirche

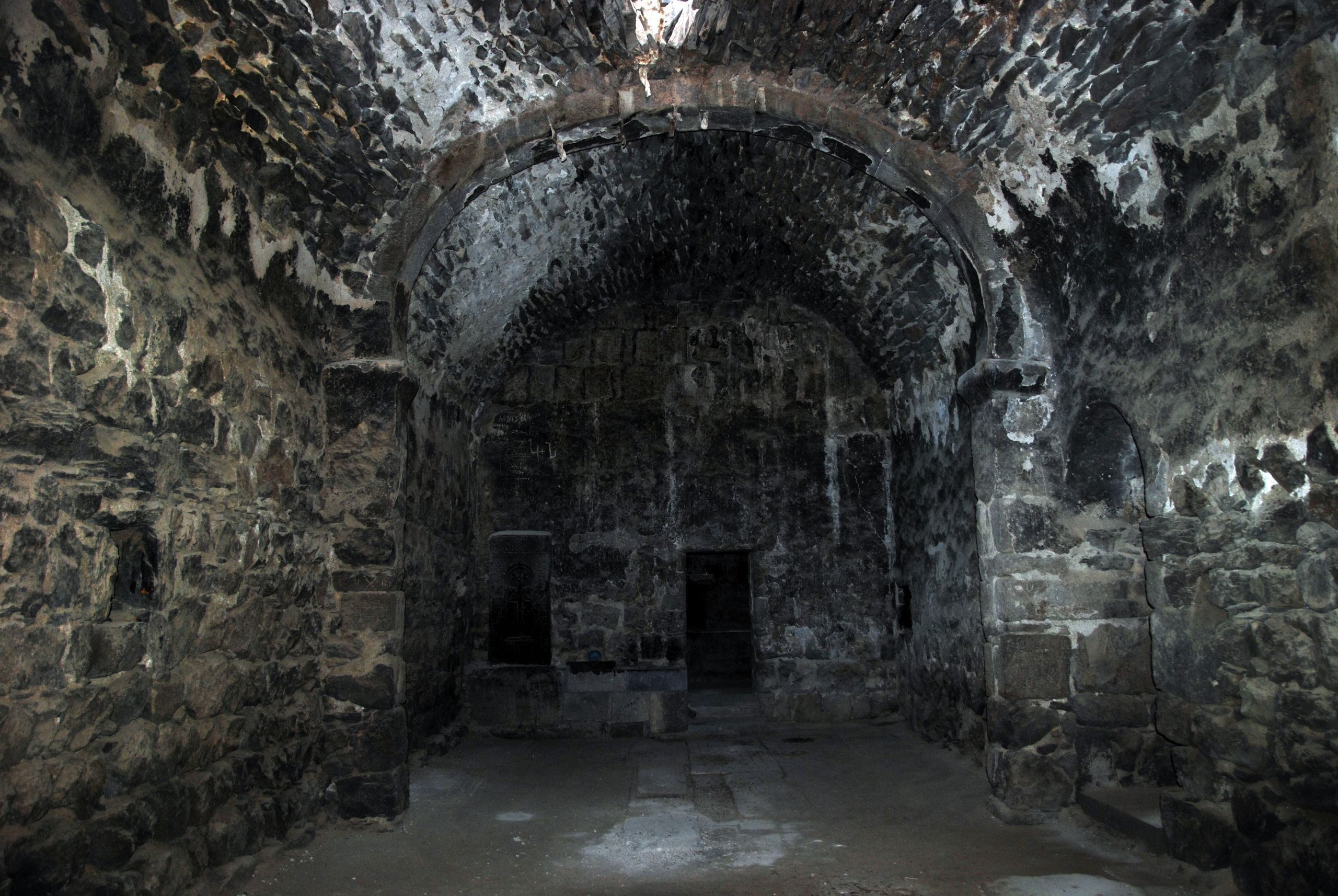
Vorhalle im Westen, die zur Entwicklung des Gawit führte. Durchgang zur Stephanuskirche an der Stirnseite, rechts Rundbogenöffnung zum südlich angrenzenden Portikus.

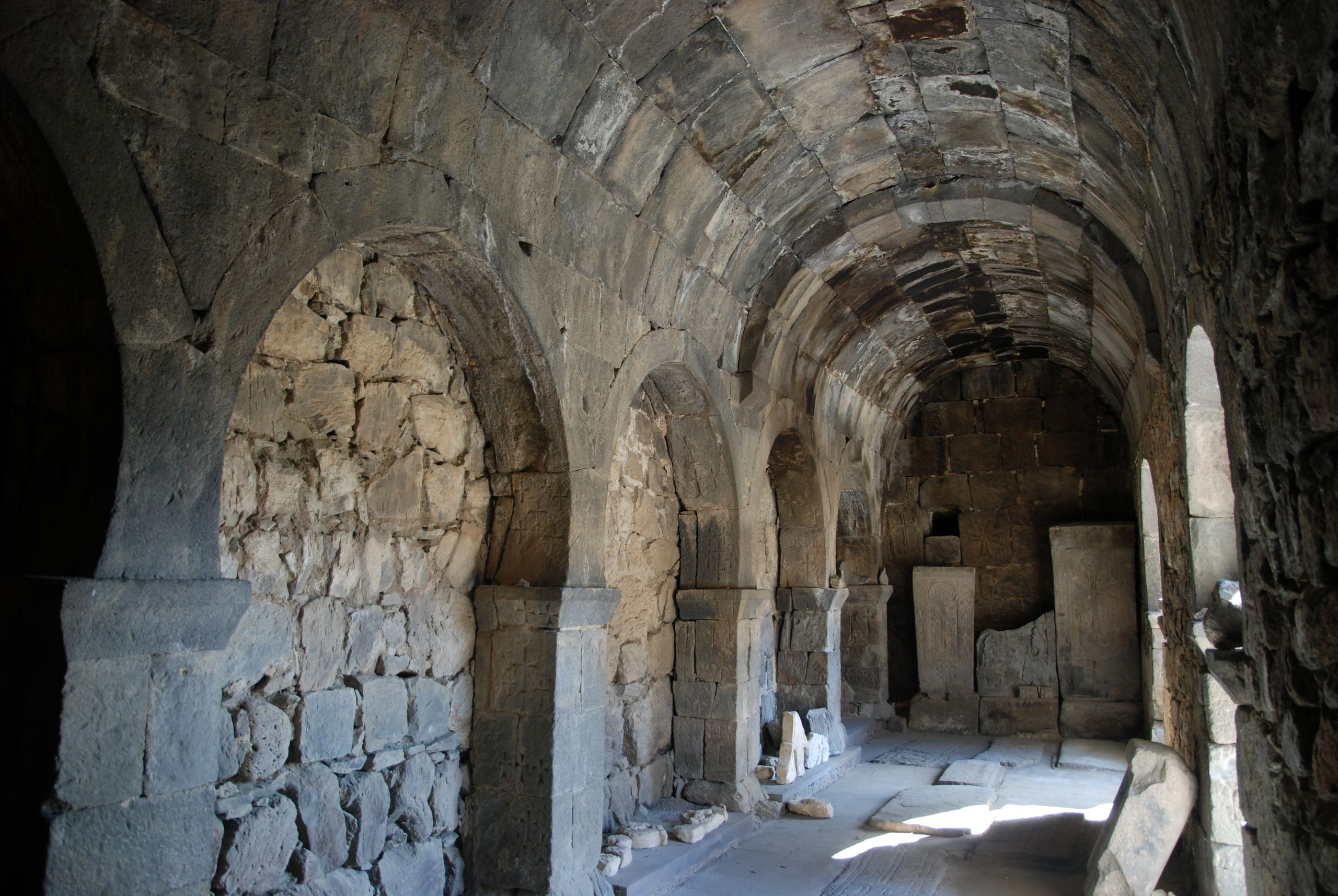
Im Süden angebauter Portikus mit Grabplatten im Boden und Chatschkaren an der Ostwand.

Die zu Ehren des Heiligen Stephanus errichtete älteste Kirche im Zentrum der Anlage ist eine einschiffige Saalkirche mit einem Tonnengewölbe und einer tiefen hufeisenförmigen Apsis. Drei Stufen an der rechten Seite führen zu der erhöhten Altarapsis (Bema) hinauf. Der nordöstliche rechteckige Nebenraum ist direkt von der Seite der Apsis zugänglich und verfügt über ein Podest mit einem Altarstein vor der Ostwand. Der etwas größere rechteckige Nebenraum im Südosten wird am Fuß der Treppe vom Kirchenschiff aus betreten. Hinzu kommt ein weiterer schmaler Nebenraum im Nordwesten. Dieser steht über eine zwischengeschaltete Kammer mit dem nordöstlichen Nebenraum in Verbindung. Die Wände sind als Folge der mehrfachen Plünderungen und Zerstörungen völlig schmucklos. Im Südwesten fehlt ein Nebenraum, weil an der Südwand ein langer Portikus vorgelagert ist, dessen Tonnengewölbe von einer Pfeilerarkade und entsprechenden, durch Rundbögen verbundenen Wandvorlagen an der Seite zum Kirchenschiff getragen wird. Im Boden des Portikus sind große Grabplatten eingelegt, die an bedeutende Mönche und großzügige Spender erinnern. An der östlichen Stirnseite stehen zwei alte Chatschkare.
Im Westen grenzt an das Kirchenschiff ein langer rechteckiger Raum mit einem Tonnengewölbe an, das in der Mitte durch einen Gurtbogen über seitlichen Wandpfeilern gegliedert wird. Der Raum ist mit einer Tür zum Kirchenschiff und einer weiteren in der mittleren Südwand mit dem Portikus verbunden. Als im 9. Jahrhundert die armenische Baukunst nach einer Phase der Stagnation wiederaufzuleben begann und die Klöster erweitert wurden, benötigten die Mönche einen Versammlungsort für weltliche Zwecke. Die Anbauten mit anfangs einfachen Tonnengewölben wurden vor die Westeingänge der Kirchen gesetzt. Im 11. Jahrhundert erhielten sie die charakteristische Bauform eines Gawit. Der Vorraum vor der Stephanuskirche steht beispielhaft am Anfang dieser Entwicklung, die vermutlich in der Region Sjunik stattfand.

### Johannes-der-Täufer-Kirche

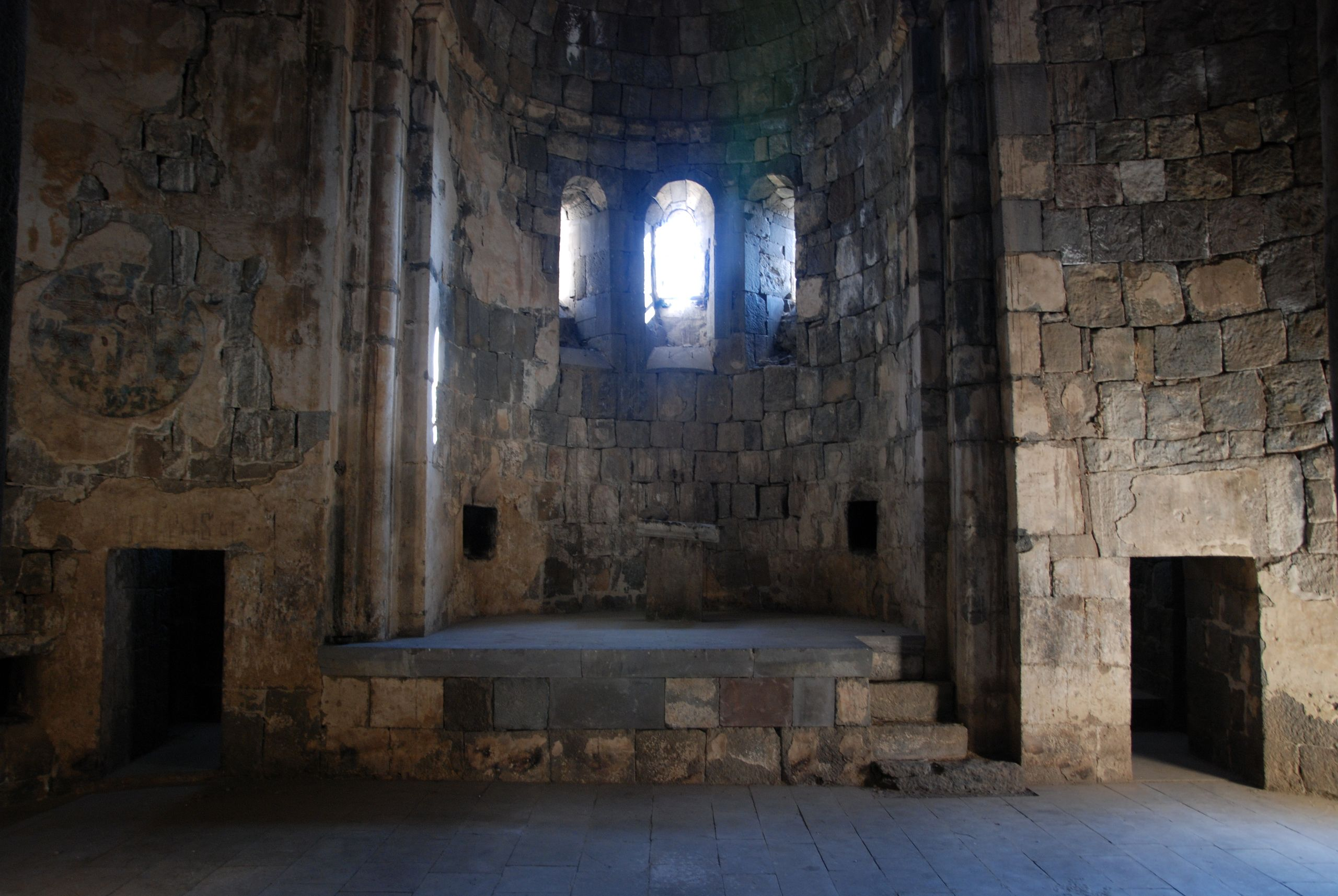
Ostkonche

Die Kirche Johannes des Täufers von 1006, Surb Karapet, grenzt an die Südostecke der Stephanuskirche. Bei der Kreuzkuppelkirche handelt es sich um einen Trikonchos, dessen drei halbrunde Konchen zusammen mit einem rechteckigen Kirchenschiff an der Westseite einen kreuzförmigen Grundplan bilden. Die in der annähernd quadratischen Ummantelung eingeschlossenen Flächen in den Ecken werden von rechteckigen Nebenräumen ausgefüllt. Die Ecken der Vierung sind durch Gurtbögen miteinander verbunden. Vom zentralen Quadrat sorgen Pendentifs als Verbindungsglieder in den Ecken für den Übergang zum innen und außen kreisrunden Tambour. Die niedrigen Durchgänge zu den östlichen Nebenräumen befinden sich in den Wänden der nördlichen und südlichen Konche. Die Nebenräume im Westen sind vom Westarm zugänglich. An der wiederaufgebauten Kuppel blieben keine Malereien erhalten, falls die Kuppel ausgemalt gewesen sein sollte. Der einzige vorhandene Malereirest an der Nordkonche zeigt ein großes Flügelwesen vor einem blauen Sternenhimmel, umgeben von kleineren Tier- und Menschenfiguren. Die Kirche soll von derselben Schule bemalt worden sein, die auch in Tatew tätig war.
Die Kuppel der höchsten Kirche der Baugruppe wird von einem Kegeldach überragt. Bis auf leicht profilierte Sturzsteine über den schmalen rundbogigen Fensterschlitzen sind die Außenfassaden praktisch schmucklos. Nur die Ostwand ist durch fast bis zur Dachkante reichende Dreiecksnischen gegliedert. Die beiden Eingänge liegen im Süden und Westen. Der zu einer späteren Zeit im Westen angebaute Portikus ragt im Süden über die Kirche hinaus. Sein Gewölbe ist leicht spitzbogig und wird von zwei Gurtbögen gegliedert.

### Kapelle
Die dritte Kirche wurde im Südwesten an den Portikus vor der Stephanuskirche angebaut. Sie besitzt außen die schlichte Form eines rechteckigen Hauses mit Satteldach. Den einschiffigen Innenraum gliedert ein Gurtbogen an der hufeisenförmigen erhöhten Altarapsis. Ungewöhnlich ist, dass der einzige Eingang an der Nordseite liegt und nur über einen schmalen Weg zu erreichen ist, der die Kapelle von einem angrenzenden größeren Gebäude trennt. Das Nachbargebäude wurde möglicherweise als Lagerraum genutzt. Bis auf die Nordseite sorgt in jeder Wand der Kapelle ein schmales Rundbogenfenster für spärliches Licht.